# 玛格达莱娜·福斯贝里
玛格达莱娜·福斯贝里（瑞典語：Magdalena Forsberg，1967年7月25日—），瑞典女子冬季两项、越野滑雪运动员。她曾代表瑞典参加1992年、1998年和2002年冬季奥林匹克运动会，获得二枚铜牌。